# Cantone di Viarmes
Il Cantone di Viarmes era una divisione amministrativa dell'arrondissement di Sarcelles.
È stato soppresso a seguito della riforma complessiva dei cantoni del 2014, che è entrata in vigore con le elezioni dipartimentali del 2015.
Comprendeva i comuni di:
- Asnières-sur-Oise
- Baillet-en-France
- Belloy-en-France
- Maffliers
- Montsoult
- Noisy-sur-Oise
- Saint-Martin-du-Tertre
- Seugy
- Viarmes
- Villaines-sous-Bois